# Парк Джино Кассініс (Мілан)
Парк Джино Кассініс, відомий також як Трояндовий Парк, знаходиться в місті Мілан, зона 4; названий на честь Джіно Кассініс, ректора міланського політеху, президента Accademia dei Lincei і мера Мілана в період з 21 січня 1961 до його смерті, 13 січня 1964 року.
Парк було реалізовано в районі Роґоредо, на ділянці, яка раніше належала абатству К'яравалле. Монахи обробляли тут землю з XI ст. і вирощували рис в другій половині XVI ст. Місцевість відома також як Морський Порт.
Парк Кассініс — один із «найприродніших» парків Мілана: він необгороджений, неправильної форми, частково лісистий (вздовж Сонячної автостради в напрямку Сан Донато Міланезе). Має тільки одну асфальтовану дорогу, що перетинає його по центру, не має дитячих чи спортивних майданчиків, ділянок для вигулювання собак. Серед флори парку — клен, в'яз, вільха, платан, робінія, дуб, липа і плакуча верба.